# Walk Away from Love
«Walk Away from Love» es el sexto disco sencillo del dueto inglés Yazoo, que fue publicado en Japón, España y Perú en disco de vinilo de 7 pulgadas en 1983.

Walk Away from Love es un tema compuesto por Vince Clarke, producido por Eric Radcliffe y publicado por Mute Records, el cual pertenece a su álbum You and Me Both.
La canción consiguió la posición #27 en los charts españoles.
Como lado B aparece el tema Ode to Boy de Alison Moyet, que ya había aparecido en el sencillo The Other Side of Love.

## Formatos
Apareció solo en disco de vinilo de 7 pulgadas:
Sire P-1782  RCA Victor  Mag  Walk Away from Love
| Lado A |                       |          |  |
| N.º    | Título                | Duración |  |
| 1.     | «Walk Away from Love» | 3:18     |  |

| Lado B |              |          |  |
| N.º    | Título       | Duración |  |
| 1.     | «Ode to Boy» | 3:35     |  |

| Lado B en la edición peruana |              |          |  |
| N.º                          | Título       | Duración |  |
| 1.                           | «Good Times» | 4:17     |  |

## Datos adicionales
En la edición peruana, el lado B fue Good Times y no Ode to Boy.